# Classified (Sweetbox)
Classified è il secondo album in studio del gruppo musicale statunitense Sweetbox, pubblicato nel 2001.
Realizzato con Jade Villalon alla voce, il disco è uscito in tre diverse versioni.

## Tracce
Edizione standard
1. Cinderella – 3:16
2. For the Lonely – 3:10
3. Boyfriend – 2:49
4. How Does It Feel – 4:02
5. Interlude – 0:44
6. Every Time – 3:50
7. Superstar – 3:06
8. Sacred – 3:46
9. That Night – 3:32
10. Brown Haired Boy – 3:04
11. Crazy – 3:32
12. Trying to Be Me (featuring Mucky) – 3:05
13. Interlude – 0:20
14. Not Different (I Laugh, I Cry) – 3:34